# Kraljevina Hrvaška (1527–1868)
Habsburška Kraljevina Hrvaška  (hrvaško Kraljevina Hrvatska, madžarsko Horvát Királyság, nemško Königreich Kroatien) je bila od leta 1527 do 1868 del Habsburške monarhije. ki je bila od leta 1804 do 1867 znana kot Avstrijsko cesarstvo, in del Dežel ogrske krone. Veliko časa, zlasti zadnja leta, je bila neposredno podrejena cesarski Avstriji. Glavno mesto Kraljevine Hrvaške je bil Zagreb.
Do 18. stoletja je Kraljevina Hrvaška obsegala samo majhen severozahodni del sedanje Hrvaške okoli Zagreba in ozek pas jadranske obale okoli Reke, ki ni spadal niti v habsburško Vojno krajino niti v Osmansko cesarstvo. Od leta 1744 do 1868 je bila v Kraljevino Hrvaško vključena tudi njej podrejena Kraljevina Slavonija, pred tem del Osmanskega cesarstva in zatem nekaj časa del Vojne krajine. Ozemlje Slavonije je bilo leta 1744 reorganizirano v kraljevino, avtonomno znotraj Kraljevine Hrvaške. Leta 1868 sta se kraljevini združili v Kraljevino Hrvaška-Slavonija.

## Zgodovina

### Habsburžani
Po propadu srednjeveškega Ogrskega kraljestva po katastrofalnem porazu v bitki pri Mohaču leta 1526 se je moralo ogrsko in hrvaško plemstvo leta 1527 odločiti za novega kralja. Večina hrvaškega plemstva se je na skupščini v Cetinskem gradu odločila pridružiti se Habsburški monarhiji, v kateri je vladal Ferdinand I. Habsburški. Nekaj plemičev se s tem ni strinjalo in je podpro Ivana Zapoljo. Ko je Zapolja leta 1540 umrl, je prevladala habsburška opcija.
Ozemlje, ki so ga Avstrijci odvzeli Osmanskemu cesarstvu, je bilo leta 1745 organizirano v Kraljevino Slavonijo, podrejeno Kraljevini Hrvaški. Leta 1804 je Habsburška monarhija postala Habsburško cesarstvo, ki je leta anektiralo Beneško republiko. Leta 1814 je bila na tem ozemlju ustanovljena Kraljevina Dalmacija. Po avstro-ogrskem kompromisu leta 1867 je Avstrijsko cesarstvo postalo Avstro-ogrsko cesarstvo. Naslednje leto je bila sklenjen ogrsko-hrvaški sporazum (Nagodba), s katerim sta se kraljevini Hrvaška in Slavonija združili v Kraljevino Hrvaška-Slavonija kot del ogrskega dela Avstro-Ogrskega cesarstva. Kraljevina Dalmacija je postala kronska dežela avstrijskega dela cesarstva. 

### Osmanski vpadi
Sprememba vodstva še zdaleč ni bila rešitev vojne z Osmani. Osmansko cesarstvo se je v  16. stoletju postopoma razširilo na večino Slavonije, zahodne Bosne in Like. Hrvaško ozemlje pod habsburško oblastjo se je v 25 letih zmanjšano na približno 20.000 km². Leta 1558 sta se parlamenta Hrvaške in Slavonije po več stoletjih združila. Središče hrvaške države se je od obalne Dalmacije premaknilo proti severu, ker so to ozemlje osvojili Osmani. Pomembna sta postala Zagreb in bližnji Varaždin.
Sultan Sulejman Veličastni je izkoristil vojno med poljskim kraljem Sigismundom II.  in cesarjem Maksimilijanom II. in leta 1565 odšel s 100.000 vojaki na svoj šesti pohod na Ogrsko. Pohod proti severu je uspešno napredoval, dokler se ni odločil za napad na trdnjavo Siget (Szigetvár), ki je pred desetimi leti ni uspel osvojiti. Majhno utrdbo je branil grof Nikola Šubić Zrinski z 2.300–3.000 možmi. Obleganje Sigeta, ki je trajalo malo več kot en mesec, je zadostovalo, da so se avstrijske čete lahko pripravile na obrambo Dunaja.
Velik del ozemlja Hrvaške in Slavonije na meji z Osmanskim cesarstvom je bil s kraljevimi odloki leta 1553 in 1578 vključen v Vojno krajino, ki je bila pod neposredno oblastjo glavnega štaba avstrijske vojske na Dunaju. Ker je bila Krajina zaradi strahu pred osmanskimi napadi skoraj nenaseljena, so avstrijske oblasti spodbujale naseljevanje Srbov, Nemcev, Ogrov, Čehov, Slovakov in Rusinov/Ukrajincev in drugih na to ozemlje. 
Nerazumno visoki davki, zlorabe in druge nepravičnosti plemstva so januarja 1573  sprožile velik  slovensko-hrvaški kmečki upor pod vodstvom Matije Gubca. Upor se je januarja razširil na več kot šestdeset fevdov, vendar so ga že na začetku februarja zatrli. Matija Gubec in nekaj tisoč upornikov je bilo za zgled javno usmrčenih. 
Ko je vojska bosanskega vezirja Hasan Paše Predojevića leta 1592  osvojila še zadnjo bosansko trdnjavo Bihać, je ostal svoboden samo še majhen del Hrvaške. Na "ostankih ostankov nekoč mogočnega kraljestva", kot poroča ena od kronik, je na preostalih 16.800  km² živelo okoli 400.000 prebivalcev.

## 17. in 18. stoletje
Avstrijska cesarska armada je leta 1664 zmagovala, toda cesar Leopold I. ni uspel izkoristiti njenih uspehov in s podpisom Vašvarskega miru preprečil, da bi si Ogrska in Hrvaška povrnili izgubljeno ozemlje. Sklenitev miru je sprožilo upor ogrskega in hrvaškega plemstva, na Hrvaškem znan kot zrinsko-frankopanska zarota. Uporniki niso bili dovolj močni, da bi uspeli, čeprav so se pogajali tako z Osmani kot s Francozi. Cesarski vohuni so zaroto odkrili in 30. aprila 1671 v Dunajskem Novem mestu usmrtili štiri vodje zarotnikov: Petra Zrinskega, Frana Krsta Frankopana, Ferenca Nádasdyja III. in Erazma Tatenbacha.
Hrvaška je bila ena od kronskih dežel, ki so leta 1713 podprle Pragmatično sankcijo cesarja Karla VI. in cesarico Marijo Terezijo v vojni za avstrijsko nasledstvo leta 1741–1748. Hrvaški parlament je leta 1712 sprejel svojo Pragmatično sankcijo. Cesarica je kasneje pomembno prispevala k urejanju stanja na Hrvaškem. Uvedla je več sprememb v upravljanju Vojne krajine ter v fevdalnem in davčnem sistemu. Leta 1767 je ustanovila Hrvaški kraljevi svet (hrvaško: Hrvatsko kraljevinsko vijeće) s sedežem v Varaždinu in kasneje v Zagrebu, ki je vladal v Hrvaški in Slavoniji. Svetu je predsedoval ban. Hrvaški kraljevi svet je bil leta 1779 ukinjen, ko je bil Hrvaški prepuščen samo en sedež v Ogrskem upravnem svetu na čelu s cesarskim namestnikom. Sedež je zasedal hrvaški ban. Cesarica je Hrvaški leta 1776 prepustila svobodno pristaniške Reka, vendar je hkrati ignorirala Hrvaški parlament.
Po padcu Beneške republike leta 1797 je večina njenih posesti na vzhodni jadranski obali pripadla Franciji, ki jih je še isto leto prenesla na Avstrijo. Osem let kasneje so ponovno pripadle Franciji kot Ilirske province. Po Napoleonovem padcu so Ilirske province po letu 1815 ponovno prišle pod oblast avstrijske krone.

### 19. stoletje
V 19. stoletju se je pojavil hrvaški romantični nacionalizem, s katerim naj bi preprečili nenasilno, a očitno germanizacijo in madžarizacijo. Hrvaški narodni preporod se je začel v 1830. letih z ilirskim gibanjem, ki je pritegnilo številne vplivne osebnosti in prineslo nekaj pomembnega napredka v hrvaškem jeziku in kulturi. Prvak ilirskega gibanja je bil Ljudevit Gaj, ki je tudi reformiral in standardiziral hrvaški knjižni jezik. Uradni jezik na Hrvaškem je bil do leta 1847 latinščina, ko ga je zamenjala hrvaščina.
V 1840. letih se je gibanje od kulturnih ciljev premaknilo k upiranju madžarskim političnim zahtevam. S kraljevim ukazom z dne 11. januarja 1843, za katerim je stal kancler Metternich, je bila uporaba ilirskega imena in oznak v javnosti prepovedana. Ukaz je zavrl napredovanje gibanja, že začetih sprememb v družbi pa ni mogel ustaviti. 
V revolucijah v avstrijskem cesarstvu leta 1848  je hrvaški ban Josip Jelačić sodeloval z Avstrijci pri gašenju madžarske revolucije. Vodil je napad na Madžarsko, ki se je končal z zmago v bitki pri Pákozdu. Hrvaška je bila pozneje kljub temu podvržena absolutizmu barona Aleksandra von Bacha in madžarski hegemoniji pod banom Levinom Rauchom, ko se je cesarstvo leta 1867 spremenilo v dvojno Avstro-Ogrsko monarhijo. 
Hrvaški sta od leta 1848 do 1850 vladala Banski svet, ki ga je imenoval ban, in Parlament Hrvaške in Slavonije z voljenimi delegati. Leta 1850 je bil Banski svet reorganiziran v Bansko vlado, ki je po uvedbi absolutizma 31. decembra 1851 prišel pod neposreden nadzor Avstrijske cesarske vlade na Dunaju. Od leta 1854 do 1861 je bilo glavno vladno telo Cesarsko-kraljevo namestništvo za Hrvaško in Slavonijo pod predsedstvom bana in neposrednim nadzorom cesarskega notranjega ministra. Po padcu Bachovega absolutizma z Oktobrsko diplomo iz leta 1860 in Februarskim patentom leta 1861 sta bila ustanovljena Kraljeva hrvaško-slavonsko-dalmatinska dvorna pisarna na Dunaju in Kraljevi namestniški svet v Zagrebu, ki sta imela vlogo hrvaške vlade do leta 1868. 
Ban Jelačić je na Hrvaškem uspel odpraviti tlačanstvo, kar je sčasoma prineslo velike spremembe v družbi. Moč velikih zemljiških posestnikov se je zmanjšala, orna zemlja pa se je vedno bolj drobila med male posestnike do tveganja lakote. Veliko prebivalcev se je začelo seliti v Novi svet, kar se je nadaljevalo še v naslednjem stoletju. 
Ilirsko gibanje se je razširilo na nacionalizem in panslavizem in se nazadnje razvilo v dve glavni gibanji: 
- Hrvaško nacionalno gibanje, katerega glavni cilj je bil združitev in neodvisnost hrvaškega naroda na čelu z narodnim parlamentarcem, kakršen je bil na primer Ante Starčević, ki je leta 1861 ustanovil Stranko prava.
- Panslovansko gibanje, organizirano v Ljudski stranki na čelu s škofom  Josipom Jurajem Strossmayerjem, katerega glavni cilj je bil združitev vseh južnoslovanskih narodov. Strossmayer je leta 1867 ustanovil Jugoslovansko akademijo znanosti in umetnosti in leta 1874 Univerzo v Zagrebu.

Izguba hrvaške notranje avtonomije se je izboljšala leto po sklenitvi Avstro-Ogrskega kompromisa leta 1867. Leta 1868 je bil sklenjen Hrvaško-ogrski sporazum, s katerim sta se Hrvaška in Slavonija združili v Kraljevino Hrvaška-Slavonija in dobili avtonomijo v upravnih, šolskih, verskih in sodnih zadevah. Bana je kljub temu še vedno imenovala Ogrska. 55% denarja od zbranih davkov je odšlo v Budimpešto. Ogrska je dobila tudi neposredno oblast v največjem hrvaškem pristanišču Reka.

## Demografija
Po podatkih iz leta 1802 je imela Kraljevina Hrvaška takrat 400.000 (98,8%) katolikov, 4.800 (1,2%)  pravoslavcev in 40 protestantov.
Leta 1850 je ogrski statistik Fenyes Elek opravil analizo narodnosti v deželah pod ogrsko krono. Po njegovih podatkih je imela Kraljevina Hrvaška 526.550 prebivalcev, od tega 519.426 (98,64%) Hrvatov, 3.000 (0,56%) Nemcev, 2.900 (0,55%) Srbov in 1.037 (0,19%) Judov.
Prvi sodobni popis prebivalstva je bil opravljen leta 1857. Kraljevina Hrvaška je imela takrat 601.699 prebivalcev, od tega 592.702 katolikov (98,50%).

## Insignije
Kraljevina Hrvaška je leta 1848 privzela novo uradno zastavo in grb. Nova zastava je bila rdeče-belo-modra trobojnica, ki je še vedno hrvaški simbol. Grb je bil sestavljenka grbov Hrvaške, Dalmacije in Slavonije. Kraljevina je v nekaj obdobjih uporabljala tudi naziv "Troedina kraljevina Hrvaške, Slavonije in Dalmacije", ki v cesarstvu ni bil uradno priznan, ker Dalmacija ni bila pod njeno oblastjo. Leta 1852 je avstrijska cesarska vlada prepovedala uporabo trobojnice in grba, zato sta se do leta 1861 uporabljala rdeče-bela zastava in star hrvaški grb. Leta 1861 je bila z Oktobrsko diplomo in Febrarskim patentom uporaba trobojnice spet dovoljena. Leta 1868 je postala uradna hrvaška zastava.